# Isobel Wylie Hutchison
Isobel Wylie Hutchison (1889-1982) fue una exploradora del Ártico, botánica, escritora y pintora escocesa. Escribió poesía, libros de sus viajes y realizó filmaciones, fotos, y escribió artículos en diversas revistas geográficas. Pintó muchas escenas de sus aventuras.

## Biografía
Isobel fue la tercera de cinco hijos de Thomas Hutchison (1841) y de Jeanie Wylie (1857). Su padre estaba bien establecido como comerciante al por mayor de vino, cuando conoció a Jean Wylie, cuyo padre era un agricultor exitoso. No eran de la "nobleza", ni de la "crema" en el estado local. El abuelo de Isobel construyó la Colonia Carlowrie, desde 1850, pero murió antes de que se completara.
Como Thomas había hecho buen dinero en el comercio del vino, fue capaz de usar mucho tiempo con Isobel. Así, él le enseñó a Isobel, acerca de la botánica y la jardinería . Isobel recibió instrucción por una institutriz en casa, y aprendió alemán con una fraulein.
Activa en croquet, tenis, tiro con arco, patinaje, senderismo, ciclismo, baile country escoccés, y caminatas. También estudió pintura y floricultura. Carlowrie era un lugar ideal para crecer con jardines maravillosos y jardines para explorar, jugar y esconderse.
A partir de 1900, fue a la escuela en Edimburgo, donde realizó un plan de estudios adecuado para una joven Lady. En las costumbres victorianas, no se consideraba a la educación universitaria necesaria para niñas, ya que no tardarían en casarse y tener hijos. Después de que su hermana se casó con un oficial naval, y que lo veía muy poco, por largos períodos, Isobel decidió que el matrimonio le restringiría su vida.
Lamentablemente su padre murió cuando Isobel tenía sólo diez años de edad y lo extrañó mucho. Afortunadamente, le dejó a cada uno de sus hijos fideicomisos, por lo que ella fue independiente por toda su vida.

### Hermanos
Hilda (1892) Walter (1886) Isobel (1889) Nita (1884) Frank (1896)

## Otras activitidades
En la posguerra, dio charlas frecuentemente en la BBC. Carlowrie quedó ya muy deteriorada después de la guerra, tras alistarse por la Royal Air Force. Más tarde, sufrió de artritis, mas eso no la detuvo de trabajar.

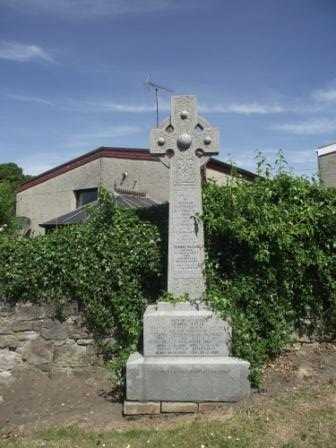
El panteón de la Familia de Isobel Wylie Hutchison, Kirkliston, Edimburgo
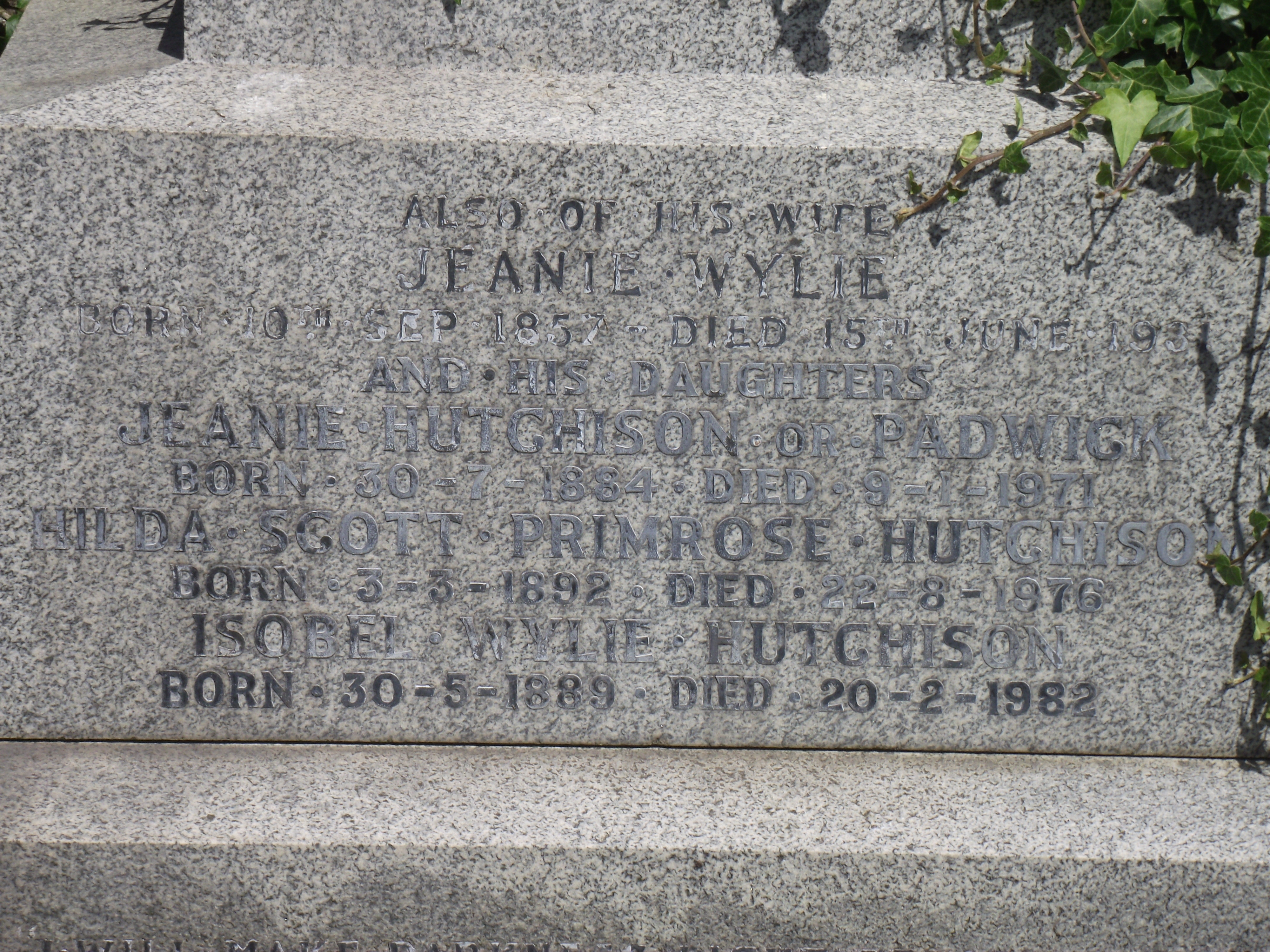
Epitafio en la tumba de Isobel Wylie Hutchison, Kirkliston, Edimburgo
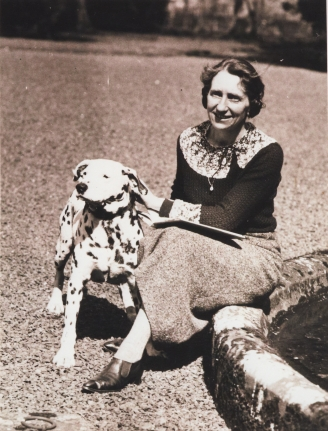
Isobel en su casa con su can.

## Algunas publicaciones libros & artículos
Publicó seis textos de poemas, siete sobre sus viajes, y doce artículos para la Revista National Geographic, y otro en Nature.

### Poesía
- Lyrics from West Lothian (publicación privada) 1916

- How Joy was found: A Fantasy in Verse in Five Acts. Londres: Blackie; N. York: Frederick A. Stokes, 1917

- The Calling of the Bride. Stirling, Escocia; E. Mackay, 1926

- The Song of the Bride. Londres: De La More, 1927

- The Northern Gate. Londres: De La More, 1927

- Lyrics from Greenland. Londres: Blackie, 1935

### Prosa
- Original Companions. London: Bodley Head, 1929

- The Eagles Gift: Alaska Eskimo Tales. Translation from Festen Gave, by Knud Rasmussen. Garden City, N.Y.: Doubleday Doran, 1932.

- Flowers and Farmng in Greenland. Edimburgo: T.A.Constable. 1930

- On Greenland’s Closed Shore: The Fairyland of the Arctic. Ed. Edimburgo: William Blackwood & Sons, 395 pp. 1930

- North to the Rimed-Ringed Sun: Being a Record of an Alaska- Canadian Journey Made in 1933-34. Londres: Blackie, 1934, 1935; N, York: Hillman-Curl, 1937

- (con August Masik). Arctic Nights Entertainment: Being the Narrative of an Alaskan Estonian Digger, August Masik, as told to Isobel Wylie Hutchison. Glasgow: Blackie, 1935

- Stepping Stones from Alaska to Asia. Londres: Blackie, 1937

### Artículos
- En National Geographic (revista)

- “Walking Tour across Iceland,” abril 1928

- “Riddle of the Aleutians,” diciembre 1942

- “Scotland in Wartime,” junio 1943

- “Wales in Wartime,” junio 1944

- “Bonnie Scotland, Post-war Style,” mayo 1946

- “2000 Miles through Europe’s Oldest Kingdom,” febrero 1949

- “A Stroll to London,” agosto 1950

- “A Stroll to Venice,” septiembre 1951

- “Shetland and Orkney, Britain’s Far North,” octubre 1953

- “From Barra to Butt in the Hebrides,” octubre 1954

- “A Stroll to John o’Groat’s,” julio 1956

- “Poets’ Voices Linger in Scottish Shrines,” octubre 1957

Isobel escribió varios otros artículos publicados, en muchas revistas y periódicos.
Dio más de 500 conferencias durante el curso de su vida. Los especímenes botánicos que recogió durante su vida, se almacenan en Kew Gardens, el Real Jardín Botánico de Edimburgo y el Museo Británico. Y algunos de los artefactos recogidos están en exhibición en los Museos Nacionales de Escocia, la Universidad de Cambridge y el Instituto Polar Scott.

## Honores
- Doctora Honoris Causa en leyes, por la Universidad de Saint Andrews
- miembro de la Royal Scottish Geographical Society, y más tarde ocupó un lugar en su Concejo. Editora honoraria de su Revista, y vicepresidenta
- 1932: diploma de honor de la Royal Scottish Geographical Society
- 1934: medalla Mungo Park, en reconocimiento a sus investigaciones árticas
- 1936: miembro de la Royal Geographical Society de Londres

## Pinturas
Varias obras fueron aceptadas por la Real Academia Escocesa en 1937; y, también mostró algunas en Londres el mismo año.

## Correspondencia y asistencia social
Fue buena escritora de cartas, y mantuvo correspondencia con muchos de sus amigos que hizo hasta el final de su vida. Era también generosa y daba dinero a muchas de las iglesias y las escuelas que había estado, en cuanto necesitaban ayuda.
- La abreviatura «I.W.Hutchison» se emplea para indicar a Isobel Wylie Hutchison como autoridad en la descripción y clasificación científica de los vegetales.[3]